# فيصل المتني
فيصل ياسر المتني ، (1968-) من مواليد المصيطبة - ( بيروت) ، كاتب وصحفي ، وإعلامي سوري ويعمل مديرا للتحرير في جريدة السياسة الكويتية.

## عن حياته
ولد الكاتب والصحفي فيصل ياسر المتني في العاصمة اللبنانية بيروت وتحديدا في بلدة المصيطبة بتاريخ 1 ـ مارس ـ 1968 ، ودرس الابتدائية في قرية الكسيب ، ثم الاعدادية في ناحية المشنف ، والثانوية في مدينة شهبا بمحافظة السويداء ، وحصل على ليسانس أدب عربي في جامعة دمشق عام 1991، وعلى دبلوم تأهيل تربوي عام 1995 من نفس الجامعة وتبعها دورة تأهيل صحفي في صحيفة الثورة السورية عام 1996 ، كما عمل مدرساً للغة العربية في مدارس محافظة السويداء اثناء الدراسة، ومحافظة ريف دمشق 1996 ، ومعهد اللغة العربية لتعليم الاجانب بدمشق.

## نشاطه الصحفي
بدأ العمل الصحفي اثناء خدمة العلم في مجلة جيش الشعب 1994 ، وفي صحيفة الثورة السورية 1996 ، وفي عام 2002 سافر إلى الكويت بقصد العمل وبدأ العمل في جريدة الأنباء الكويتية ، حتى عام 2005، ثم انتقل الى جريدة الوطن الكويتية حتى 2015 ، وفي الفترة نفسها عمل في وكالة الانباء الكويتية (كونا) ، وخلال عمله هناك قدم عدة دورات صحفية في جريدة آفاق الجامعية بجامعة الكويت ، وفي عام 2015 إنتقل الى جريدة السياسة الكويتية، حيث تدرج فيها إلى أن ترقى مديرا للتحرير.